# Fields of Fire
Fields of Fire is een nummer van de Schotse rockband Big Country uit 1983. Het is de tweede single van hun debuutalbum The Crossing.
"Fields of Fire" werd vooral op de Britse eilanden een hit, met een 10e positie in het Verenigd Koninkrijk. In Nederland deed de plaat niets in de hitlijsten, toch geniet het er wel kleine bekendheid.

## Tracklijst
- 7"

1. "Fields of Fire (400 Miles)" - 3:30
2. "Angle Park" - 4:03